# Borsod Volán
A Borsod Volán az Észak-magyarországi Közlekedési Központ egyik jogelődje volt. Borsod-Abaúj-Zemplén megyében látta el a helyközi és távolsági autóbuszközlekedést, valamint helyi járatokat üzemeltetett Mezőkövesden, Kazincbarcikán, Ózdon és Tiszaújvárosban (a megyeszékhely Miskolc tömegközlekedését az MVK Zrt. bonyolítja le).

## Története

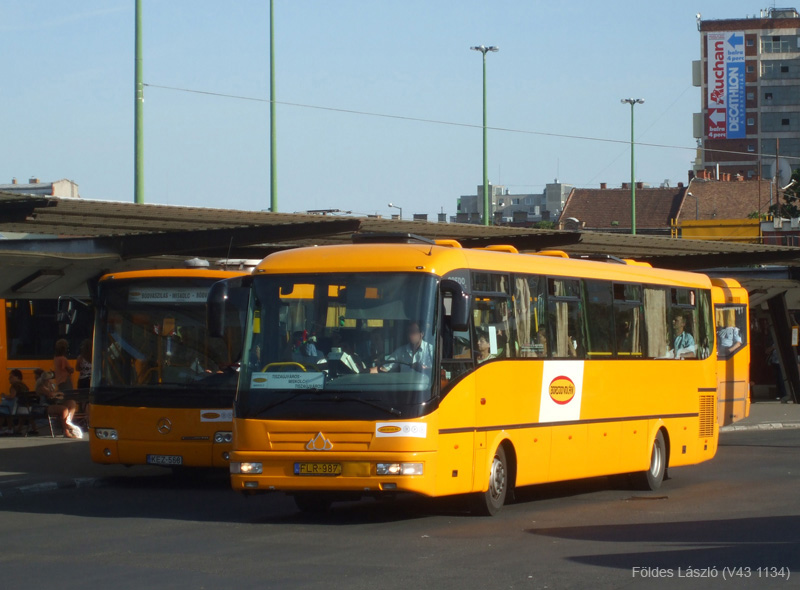
Borsod Volán egyik Credo EC12-es típusú autóbusza

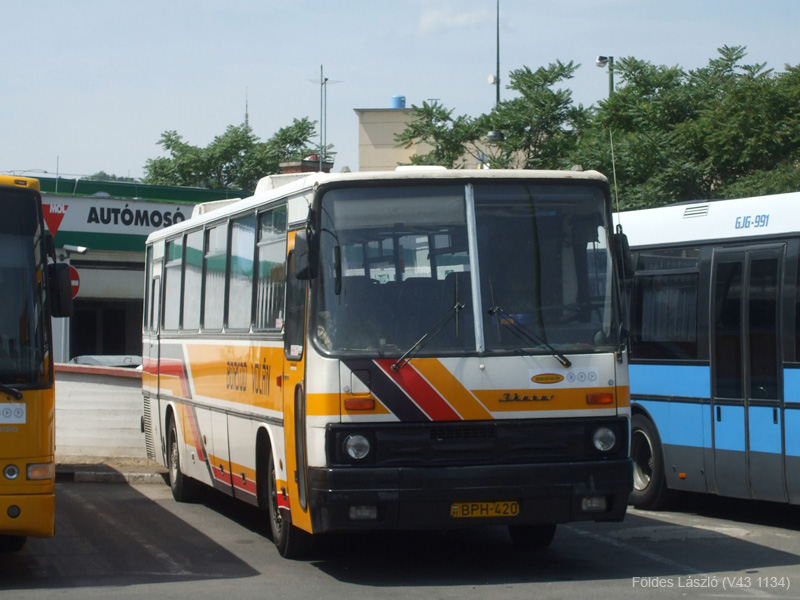
A Borsod Volán egyik Ikarus 250 típusú autóbusza

Jogelődje, a Teherautófuvarozási Nemzeti Vállalat miskolci főnöksége 1949. január 1-jén jött létre, és 1950. július 1-jétől önálló Tefu vállalatként működött tovább. 1953-ban megalakultak az Autóközlekedési Vállalatok, Borsod-Abaúj-Zemplén megyében 31-es (Miskolc, tiszta profilú személyszállítási vállalat), 36-os (Miskolc, tiszta profilú teherfuvarozási vállalat) és 37-es (Ózd, vegyes profilú vállalat) AKÖV néven. 1961. január 1-jétől a 3 vállalatot 3-as AKÖV néven összevonták. Az 1960-as években sorra épültek a vállalat autóbusz-állomásai és műszaki-forgalmi telepei.
1964. január 1-jén létrehozták a 3. sz. AKÖV üzemegységeit. 1968. január 1-jétől az AKÖV-ök felügyeletét addig gyakorló Autóközlekedési Vezérigazgatóság helyét a megalakuló Volán Tröszt vette át. 1970-ben a 3. sz. AKÖV neve 3. sz. Volán Vállalatra változott, 1984-től pedig önálló megyei vállalattá alakult. Az 1990-es évek elején, a profiltisztítás során a teherfuvarozási üzletág kft-kké szerveződött, s a cég tiszta profilú személyszállítási vállalat lett. 1992. december 31-én a Közlekedési, Hírközlési és Vízügyi Minisztérium megalapította az akkor 100%-ban, 2015-ös megszűnésekor 96,57%-ban állami tulajdonú Borsod Volán Személyszállítási részvénytársaságot.
2015. január 15-én a Borsod Volán Zrt. a Hajdú Volánnal és a Szabolcs Volánnal egybeolvadt Észak-magyarországi Közlekedési Központ Zrt. néven. A három megye buszközlekedésében egyelőre semmi nem változott.

## Járműparkja
Kb. 500 járművel rendelkezett, amelyeknek a nagy része Ikarus. Ezen belül a buszgyár teljes palettája fellelhető, a 200-as típustól a 400-ason át az EAG típuscsaládig. Újabb típusok már külföldi gyárból érkeztek (Volvo, MAN stb.), később maguknak kezdtek el buszokat össze rakni. (ARC-Ikarus)
- Ikarus:

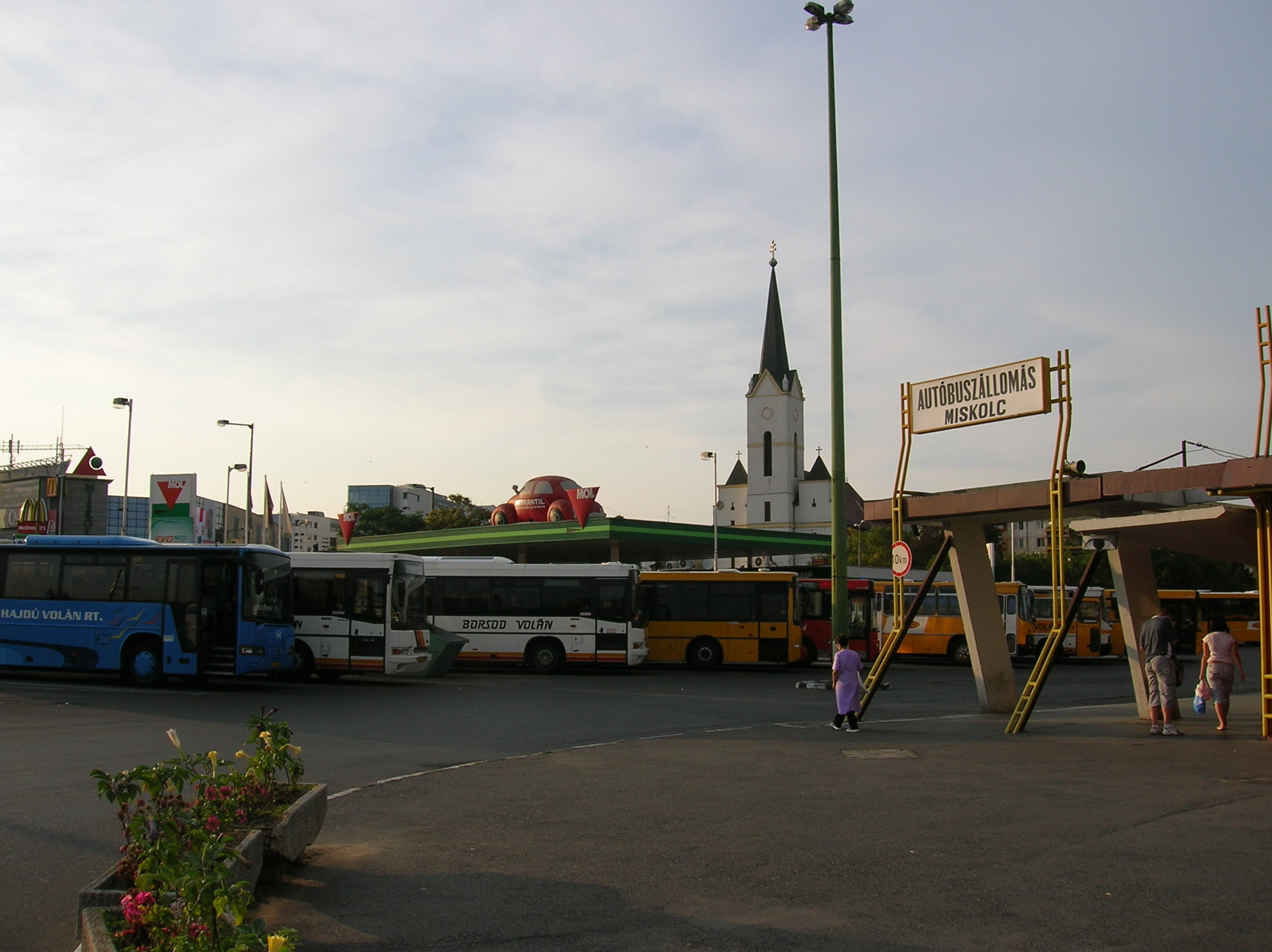
A miskolci autóbusz-állomás

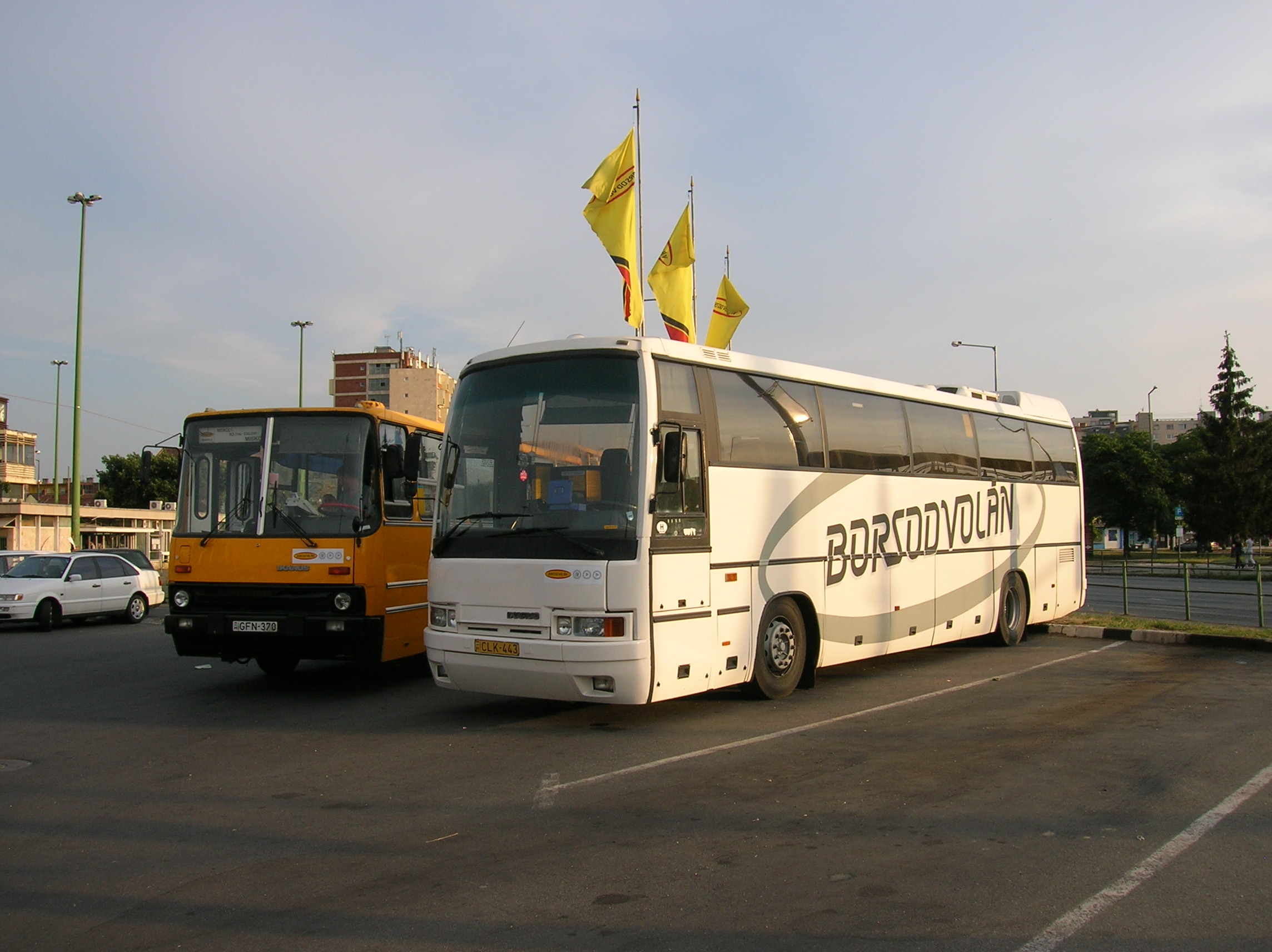
A Borsod Volán autóbuszai Miskolcon

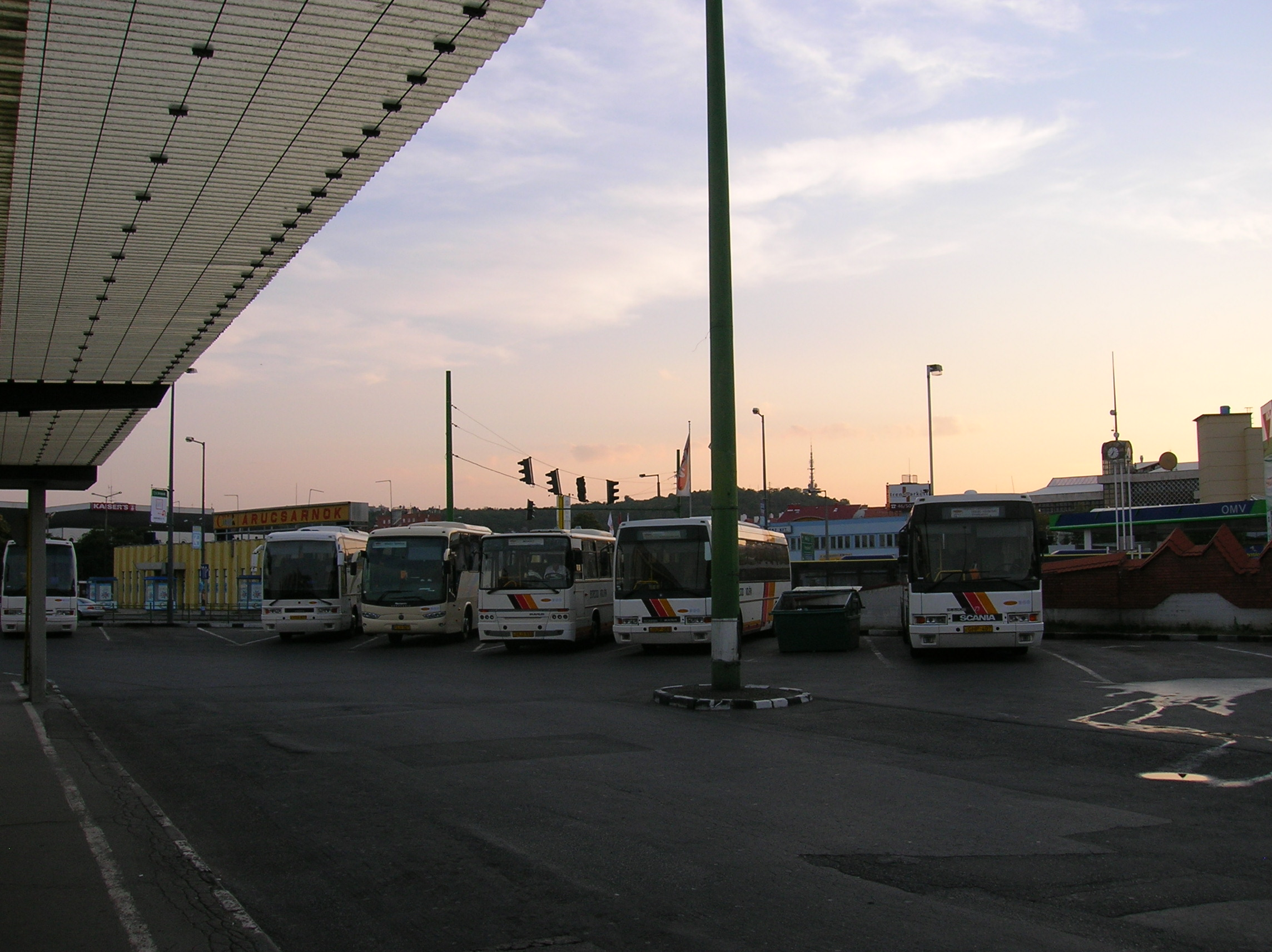
A Borsod Volán autóbuszai Miskolcon

  - 250.67, 256.50V, 256.42, 256.44 260.02, 260.06, 260.20M, 260.32, 260.39, 260.43,  263.01, 263.10, 266.25, 266.70, 280.02, 280.03, 280.17, 280.27, 280.33, 280.52, 280.54
  - 396, 398
  - 415
  - Classic C56.22, C56.42, Classic C80.30M
  - EAG E91, EAG E94, EAG 395/E95, EAG 396, EAG E98
  - E127, E134
- MAN:
  - SL 223, SÜ 313, SÜ 363, Lion's Coach
- Mercedes:
  - O345 Conecto, O345G Conecto, Conecto LF
- Credo:
  - EC 11, EC 12, EN 9,5
- Volvo:
  - 7700A, Alfa Regio B7R, Alfa Regio B12B, Irizar Intercentury B12B, Marcopolo B7R
- ARC:
  - ARC 127.E1
- Scania Touring Higer
- Rába U26
- Ford Transit

## Érdekességek
- Helyközi járatai 2290 km hosszú vonalhálózaton 356 települést kapcsolnak az ország közlekedési vérkeringésébe, amellett, hogy 77 település (összekötő utak építésének hiányában) csak egy irányból, betérési szakaszok végpontjaként érhető el.
- A vasúti összeköttetés hiányában 266 településre a tömegközlekedési eszközök közül csak autóbusszal lehet eljutni.
- Tevékenységüket 500 autóbusszal, 1900 dolgozóval, 7 műszaki-forgalmi telepen, 11 autóbusz-állomáson végzik. Évente közel 71 millió utast szállítanak, több mint 31 millió kilométeren.

## Helyi autóbuszjáratok
A Borsod Volán a megszűnéséig négy Borsod-Abaúj-Zemplén megyei város helyi tömegközlekedését látta el: Kazincbarcikáét, Tiszaújvárosét, Ózdét és Mezőkövesdét.